# Dolly (Schaf)

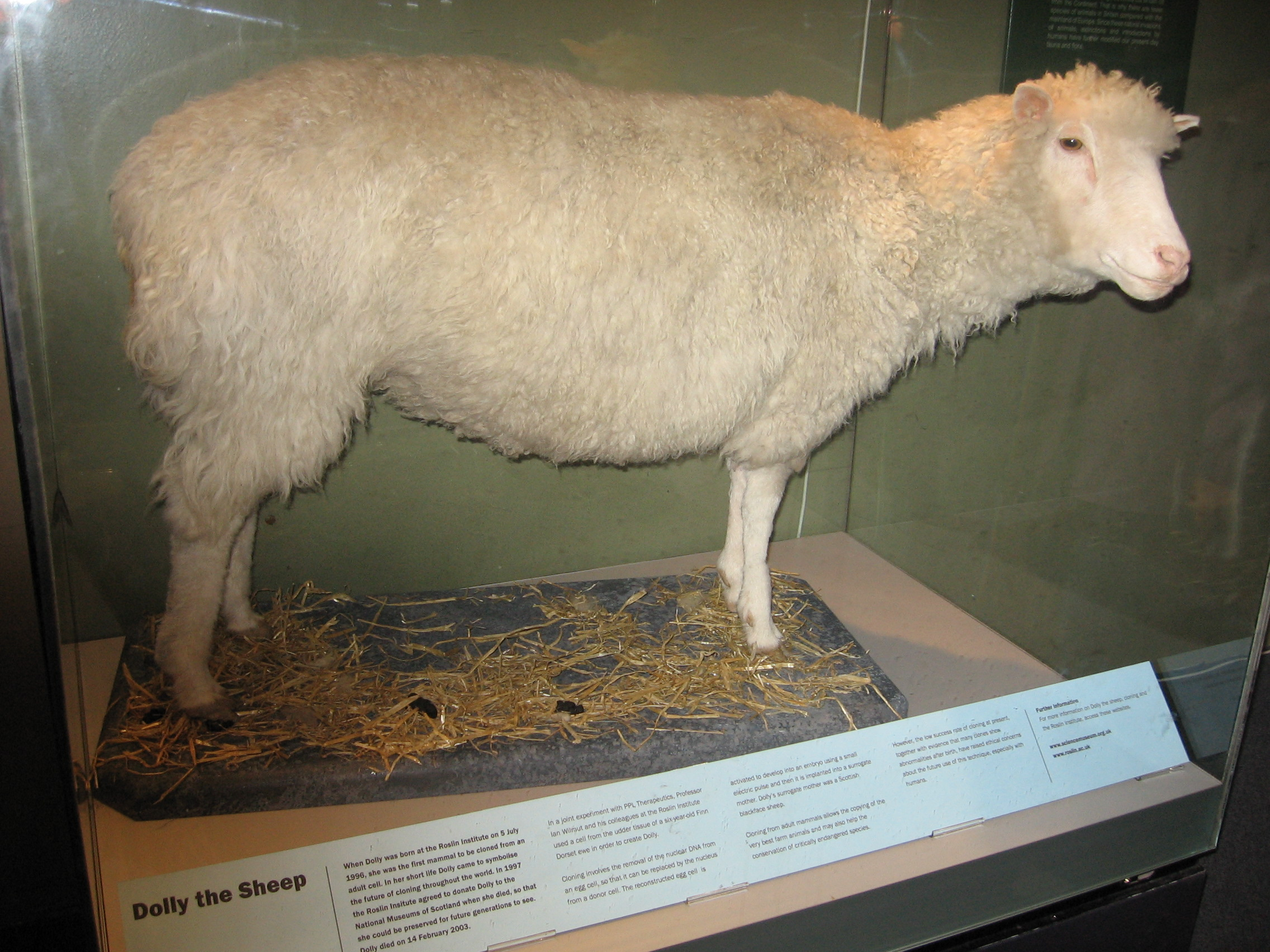
Das Schaf Dolly war das erste aus adulten Zellen geklonte Tier (hier ausgestellt im Royal Museum of Scotland)

Schema der Zeugung Dollys

Das Schaf Dolly (* 5. Juli 1996 in Roslin (Midlothian); † 14. Februar 2003) war das erste aus einer ausdifferenzierten somatischen Zelle geklonte Säugetier.

## Herkunft
Dolly war das erste Tier, das durch ein Klonierungsverfahren gezeugt wurde, bei dem ausdifferenzierte, adulte Zellen als Spender der Erbinformation dienen. Beim „Klonen“ von Dolly am 8. Februar 1996 im Roslin-Institut nahe Edinburgh in Schottland wurden 277 Eizellen von Spendertieren der Rasse Scottish Blackface, die zuvor entkernt worden waren, mit Zellkernen aus den Euterzellen des Spendertiers der Rasse Finn Dorset geimpft. Daraus entstanden 29 Embryonen, von denen einer, Dolly, überlebte. Die das Lamm austragende Leihmutter war ebenfalls ein Scottish-Blackface-Schaf. Als geistiger Vater Dollys galt zunächst der britische Embryologe Ian Wilmut, dessen Forschungsergebnisse am 27. Februar 1997 in der Zeitschrift Nature erstmals präsentiert wurden. Tatsächlich ist jedoch Keith Campbell der Erzeuger des Schafes Dolly, was Ian Wilmut im Jahre 2006 auch zugab. Der Zellbiologe und damalige Mitarbeiter in dem Klon-Projekt hätte somit eigentlich als Erstautor genannt werden und die finanziellen Ressourcen und Preise für die prominente Veröffentlichung erhalten müssen.
Ungefragte Namenspatin ist Dolly Parton. Die Wissenschaftler, die die Countrysängerin aufgrund ihrer üppigen Oberweite ausgewählt hatten, wollten damit auf die Herkunft der Spenderzellen aus einem Schafseuter anspielen.
Streng genommen handelt es sich bei Dolly nicht um einen richtigen Klon, da die Gene der Mitochondrien (Endosymbiontentheorie) nicht vom Spendertier, sondern von den Eizellen mit übernommen wurden. Somit wurde keine hundertprozentige genetische Übereinstimmung mit dem Ausgangstier erreicht. Im Laufe seines Lebens bekam das Schaf Dolly mehrere Lämmer, alle wurden auf natürliche Weise geboren.

## Tod

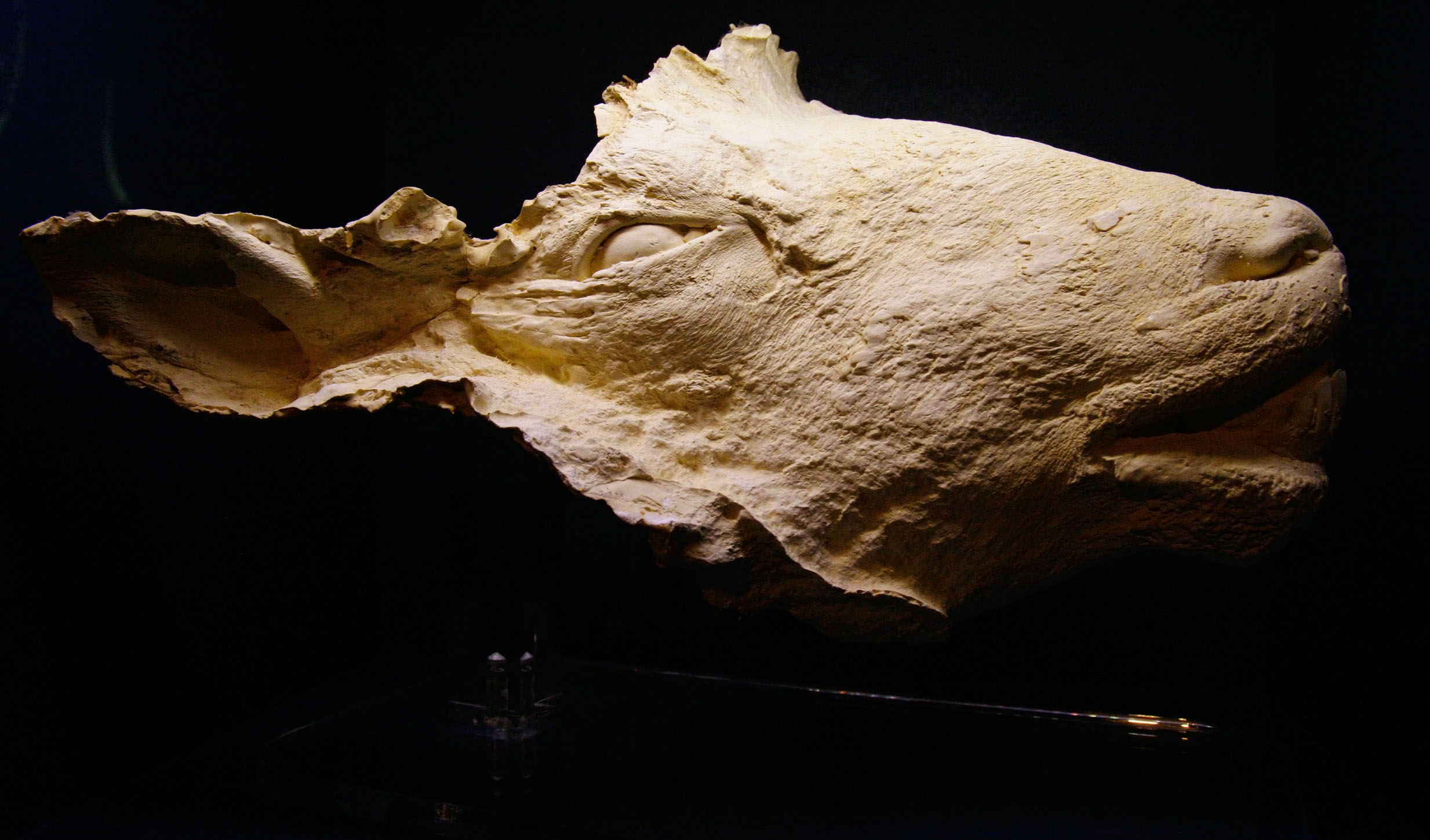
Totenmaske Dollys

Am 14. Februar 2003 musste Dolly im Alter von sechs Jahren infolge einer schweren Lungenkrankheit, der Lungenadenomatose der Schafe, eingeschläfert werden. Auslöser war das Jaagsiekte-Schaf-Retrovirus. Dolly zeigte zu diesem Zeitpunkt Alterserscheinungen wie etwa Arthritis. Schafe haben eine natürliche Lebenserwartung von durchschnittlich zehn bis zwölf, maximal 20 Jahren. Daher wird diskutiert, ob es sich bei den frühen Alterserscheinungen um Folgen des Klonens handelt, denn die implantierten Zellkerne stammten aus einem erwachsenen Tier und waren daher schon älter.
Der ausgestopfte Balg des Tieres wird im Royal Museum in Edinburgh ausgestellt.

## Verwendung als Klon-Symbol
Als Logo dient Dolly zur bildhaften Darstellung des „Klonens“ bei den Kopierprogrammen CloneDVD, CloneCD, in FreeCAD beim Klonen von Körpern und Formen und in der Virtualisierungssoftware VirtualBox beim Kopieren von Maschinen.